# Nadir Rosseti
Nadir Rosseti (Caxias do Sul, 17 de julho de 1937 – 16 de outubro de 1997) foi um advogado e político brasileiro.

## Biografia
Filho de agricultores, casou com Célia Conde Rosseti, com quem teve uma filha.
Formou-se em Ciências Jurídicas e Sociais na Universidade Federal do Rio Grande do Sul em 1962, onde se envolveu na militância estudantil. Após se formar, atuou como advogado em sua cidade natal, com o vereador Pedro Simon. Aproximou-se do Trabalhismo e foi eleito em 1964 como vereador de Caxias do Sul. Ingressou no Movimento Democrático Brasileiro e foi eleito presidente da Câmara em 1965.
Foi eleito deputado federal pelo Rio Grande do Sul nas eleições em 1966, pelo MDB. Foi reeleito em 1970 e em 1974, mas por sua contínua oposição ao regime, foi cassado e teve seus direitos políticos suspensos, pelo Ato Institucional n.º 5, no Decreto de 29 de março de 1976.
Ajudou a fundar o PDT em Caxias do Sul e foi eleito novamente deputado em 1982. Não conseguiu se reeleger em 1986 e nem à prefeitura de Caxias do Sul em 1988; depois não disputou mais nenhuma eleição, voltando a atuar como advogado.